# Skölsta
Skölsta är en tätort i Uppsala kommun, nära Uppsalas östra utkant och 6,3 kilometer från Uppsala centrum. Här har museijärnvägen Upsala–Lenna Jernväg ("Lennakatten") en hållplats.
Skölsta har tidigare varit främst ett sommarstugeområde men förvandlas allt mer till permanentboende, och 2005 gick den från att vara en småort till att bli en tätort (det vill säga ett område med minst 200 invånare). 

## Befolkningsutveckling
| Befolkningsutvecklingen i Skölsta 1990–2020 | Befolkningsutvecklingen i Skölsta 1990–2020 | Befolkningsutvecklingen i Skölsta 1990–2020 | Befolkningsutvecklingen i Skölsta 1990–2020 | Befolkningsutvecklingen i Skölsta 1990–2020 |
| ------------------------------------------- | ------------------------------------------- | ------------------------------------------- | ------------------------------------------- | ------------------------------------------- |
|                                             |                                             |                                             |                                             |                                             |
| År                                          |                                             |                                             | Folkmängd                                   | Areal (ha)                                  |
| 1990                                        | 1990                                        |                                             | 99                                          | 28#                                         |
| 1995                                        | 1995                                        |                                             | 143                                         | 37#                                         |
| 2000                                        | 2000                                        |                                             | 193                                         | 37#                                         |
| 2005                                        | 2005                                        |                                             | 281                                         | 39                                          |
| 2010                                        | 2010                                        |                                             | 344                                         | 39                                          |
| 2015                                        | 2015                                        |                                             | 368                                         | 51                                          |
| 2020                                        | 2020                                        |                                             | 557                                         | 57                                          |
| Anm.: Ny tätort 2005. # Som småort.         |                                             |                                             |                                             |                                             |